# 1987年の広島東洋カープ
1987年の広島東洋カープ（1987ねんのひろしまとうようカープ）では、1987年の広島東洋カープの動向をまとめる。
この年の広島東洋カープは、阿南準郎監督の2年目のシーズンである。

## 概要
前年で引退した山本浩二の不在の影響が懸念された上に、開幕前に高橋慶彦が球団の激励会への出席を拒否し2週間の出場停止を課されるなど、不穏な状況の中、前監督の古葉竹識率いる大洋との開幕戦でエース北別府学が打たれ敗れる最悪のスタート。それでも投手陣では北別府を始め大野豊、川口和久が先発ローテを守り、さらに先発4・5番手には金石昭人・長冨浩志、抑えには津田恒実が控えるなど豊富で、チームは因縁の大洋に11連勝するなど首位争いに加わり、7月まで首位の巨人に3.5ゲーム差につけていた。しかし後半戦に入ると逆に大洋に9連敗を喫したのが響き巨人に引き離され、最後は中日に抜かれ3位で終了。打撃陣では引退した山本に代わる4番候補として入団したリチャード・ランスが低打率ながらも本塁打を量産し、ランディ・バースから本塁打王の座を奪取。3年目の正田耕三は巨人の篠塚利夫と首位打者を分け合い、このほかにも主砲の小早川毅彦、高橋と山崎隆造の1・2番コンビなども例年通りの成績を収めた。ベテラン衣笠祥雄は打率が伸び悩んだが、1970年10月19日の巨人戦から続いてきた連続試合出場を2131試合に伸ばして世界記録を更新し（最終的に2215試合）、大洋の古葉監督や阿南監督から花束が贈呈された。さらに中曽根康弘首相から国民栄誉賞を授与されるなど、有終の美を飾ってシーズン終了後に引退した。

## チーム成績

### レギュラーシーズン
| 1 | 右 | 山崎隆造   |
| 2 | 遊 | ジョンソン |
| 3 | 一 | 長内孝     |
| 4 | 左 | ランス     |
| 5 | 三 | 衣笠祥雄   |
| 6 | 中 | 長嶋清幸   |
| 7 | 二 | 正田耕三   |
| 8 | 捕 | 達川光男   |
| 9 | 投 | 北別府学   |

| 順位 | 4月終了時 | 4月終了時 | 5月終了時 | 5月終了時 | 6月終了時 | 6月終了時 | 7月終了時 | 7月終了時 | 8月終了時 | 8月終了時 | 9月終了時 | 9月終了時 | 最終成績 | 最終成績 |
| ---- | --------- | --------- | --------- | --------- | --------- | --------- | --------- | --------- | --------- | --------- | --------- | --------- | -------- | -------- |
| 1位  | 巨人      | --        | 中日      | --        | 巨人      | --        | 巨人      | --        | 巨人      | --        | 巨人      | --        | 巨人     | --       |
| 2位  | 広島      | 1.5       | 巨人      | 0.0       | 広島      | 2.0       | 広島      | 3.5       | 中日      | 4.0       | 広島      | 7.5       | 中日     | 8.0      |
| 3位  | 中日      | 3.0       | 広島      | 3.5       | 中日      | 4.0       | 中日      | 6.0       | 広島      | 5.5       | 中日      | 8.5       | 広島     | 11.5     |
| 4位  | 大洋      | 5.0       | ヤクルト  | 10.5      | ヤクルト  | 11.5      | ヤクルト  | 16.0      | ヤクルト  | 16.0      | ヤクルト  | 17.0      | ヤクルト | 19.5     |
| 5位  | ヤクルト  | 5.0       | 大洋      | 10.5      | 大洋      | 12.5      | 大洋      | 20.0      | 大洋      | 18.0      | 大洋      | 20.0      | 大洋     | 22.5     |
| 6位  | 阪神      | 6.5       | 阪神      | 13.5      | 阪神      | 17.0      | 阪神      | 29.5      | 阪神      | 31.5      | 阪神      | 34.0      | 阪神     | 37.5     |

| 順位 | 球団               | 勝 | 敗 | 分 | 勝率 | 差   |
| 1位  | 読売ジャイアンツ   | 76 | 43 | 11 | .639 | 優勝 |
| 2位  | 中日ドラゴンズ     | 68 | 51 | 11 | .571 | 8.0  |
| 3位  | 広島東洋カープ     | 65 | 55 | 10 | .542 | 11.5 |
| 4位  | ヤクルトスワローズ | 58 | 64 | 8  | .475 | 19.5 |
| 5位  | 横浜大洋ホエールズ | 56 | 68 | 6  | .452 | 22.5 |
| 6位  | 阪神タイガース     | 41 | 83 | 6  | .331 | 37.5 |

## オールスターゲーム1987
| - 監督 阿南準郎 | - 監督推薦 津田恒美 大野豊 川口和久 達川光男 衣笠祥雄 正田耕三 小早川毅彦 山崎隆造 |

## できごと
- 6月13日 - 衣笠祥雄が2131試合連続出場の世界新記録[2]。同月15日、国民栄誉賞授与が決定。
- 9月21日 - 衣笠が現役引退を発表。
- 10月22日 - 衣笠が公式戦最終戦130試合目に出場し、連続試合出場記録は2215試合となった[3]。

## 表彰選手
| リーグ・リーダー | リーグ・リーダー | リーグ・リーダー | リーグ・リーダー |
| 選手名           | タイトル         | 成績             | 回数             |
| ---------------- | ---------------- | ---------------- | ---------------- |
| 正田耕三         | 首位打者         | .333             | 初受賞           |
| ランス           | 本塁打王         | 39本             | 初受賞           |
| 川口和久         | 最多奪三振       | 184個            | 初受賞           |
| 川端順           | 最高勝率         | .833             | 初受賞           |
| その他           |                  |                  |                  |
| 選手名           | タイトル         | タイトル         | タイトル         |
| 衣笠祥雄         | 国民栄誉賞       | 国民栄誉賞       | 国民栄誉賞       |

| ベストナイン       | ベストナイン | ベストナイン |
| ------------------ | ------------ | ------------ |
| 選出なし           |              |              |
| ゴールデングラブ賞 |              |              |
| 選手名             | ポジション   | 回数         |
| 正田耕三           | 二塁手       | 初受賞       |
| 長嶋清幸           | 外野手       | 2年連続4度目 |
| 山崎隆造           | 外野手       | 2年ぶり3度目 |

## ドラフト
| 順位 | 選手名     | ポジション | 所属                   | 結果 |
| ---- | ---------- | ---------- | ---------------------- | ---- |
| 1位  | 川島堅     | 投手       | 東亜学園高             | 入団 |
| 2位  | 石貫宏臣   | 投手       | 西日本短期大学附属高   | 入団 |
| 3位  | 北原喜久男 | 投手       | 碧南工業高             | 入団 |
| 4位  | 水沢英樹   | 投手       | 秋田経済法科大学附属高 | 入団 |
| 5位  | 塚本善之   | 投手       | 西城陽高               | 入団 |
| 6位  | 芦沢公一   | 投手       | 韮崎工業高             | 入団 |